# Martin von Drahn
Martin Anton von Drahn, latinisiert Martinus Antonius von Drahn, auch Martin Anton von Trahn (* vor 1650; † 10. Jänner 1715) war ein Mediziner und Professor für Medizin der Universität Wien und Mitglied der Gelehrtenakademie „Leopoldina“.
Martin von Dhran wirkte in Heiligenstadt-Eichsfeld. Er war später öffentlicher Professor des medicinischen Instituts der Universität Wien und Vorsteher der dortigen Fundationsbibliothek.
Am 21. März 1695 wurde von Dhran mit dem Beinamen AGAPIUS als Mitglied (Matrikel-Nr. 211) in die Leopoldina aufgenommen.
1706 wurde er zum Dekan ernannt. Er wurde zum Reichsritter geschlagen.

## Veröffentlichungen
- mit Johann Jakob Konrad Vogl: Panegyricus Divo Mauritio Thebanae Legionis Primicerio Inclytae Nationis Saxonicae Tutelari ; Dictus In Basilica Divi Stephani Protomartyris. Sub Auspiciis Reverendissimorum Inferioris Austriae Deputatorum, Viennae Austriae, Voigt 1684. Digitalisat